# Njoki Susanna Ndung'u
Njoki Susanna Ndung'u (sinh ngày 20 tháng 9 năm 1965) là một luật sư người Kenya và là một công lý liên kết của Tòa án Tối cao Kenya. Bà có bằng Cử nhân Luật (LLB) từ Đại học Nairobi và bằng Thạc sĩ Luật (LLM) về quyền con người và quyền tự do dân sự của Đại học Leicester ở Vương quốc Anh.

## Sự nghiệp ban đầu
Ndung'u, cựu sinh viên của trường trung học Kenya, bắt đầu sự nghiệp từ năm 1989 đến 1993 tại Văn phòng Tổng chưởng lý với tư cách là một cố vấn nhà nước. Sau đó, bà làm nhân viên chương trình (Giáo dục công dân) với Viện Giáo dục Dân chủ cho đến năm 1995, khi bà chuyển đến và làm việc một năm tại Văn phòng Chi nhánh UNHCR Kenya với tư cách là một sĩ quan bảo vệ quốc gia. Từ năm 2000 đến 2002, bà làm việc như một nhà phân tích chính trị cho Tổ chức Thống nhất Châu Phi, (OAU).

## Quốc hội
Bà từng là thành viên của Quốc hội trong Liên minh Cầu vồng Quốc gia (NARC) từ năm 2003 đến 2007 và phục vụ trong các ủy ban Nghị viện sau đây:
- Ủy ban hành chính tư pháp
- Ủy ban Bộ Quốc phòng và Ngoại giao
- Chọn Ủy ban về Hiến pháp Kenya
- Ủy ban về xung đột và hợp tác quốc tế (PAP)

bà cũng chuyển một số hóa đơn thành viên tư nhân, bao gồm:
- Chuyển động về lợi ích thai sản
- Sửa đổi về quyền thai sản và quyền làm cha trong Đạo luật việc làm 2007
- Sửa đổi nhân quyền quan trọng đối với Dự luật tị nạn
- 'Dự luật về tội phạm tình dục, 2006'

## Đạo luật về tội phạm tình dục 2006
bà là kiến trúc sư và là người điều hành 'Dự luật về tội phạm tình dục năm 2006', cuối cùng đã được thông qua với tư cách là Đạo luật về tội phạm tình dục năm 2006

## Phỏng vấn Thẩm phán Tòa án Tối cao
Vào tháng 6 năm 2012, bà nằm trong số 5 thẩm phán được Ủy ban Dịch vụ Tư pháp (Kenya) đề cử vào Tòa án Tối cao Kenya.

## Tòa án tối cao sự nghiệp
Khi vòng đầu tiên của cuộc bầu cử tổng thống diễn ra vào ngày 4 tháng 3 năm 2013. Uhuru Kenyatta đã được tuyên bố là tổng thống đắc cử của Kenya bởi Ủy ban bầu cử và biên giới độc lập. Raila Odinga đã thách thức điều này tại Tòa án Tối cao Kenya. Bà là một trong sáu thẩm phán đã bác bỏ đơn kiện vào ngày 30 tháng 3 năm 2013. Khi kết thúc bản kiến nghị bầu cử tổng thống năm 2017, Lady Justice Njoki Ndung'u đã đưa ra một ý kiến không đồng tình bên cạnh Justice Jack tone Boma Ojwang, trích dẫn không có bằng chứng nào để tuyên bố cuộc bầu cử là vô hiệu.